# Станислав Насадил
Свештеномученик Станислав Насадил  (20. октобар 1907, Лоштице — 28. јун 1941, концентрациони логор Јадовно) је био православни свештеник Српске православне цркве, мученик и жртва логора Другог светског рата .

## Живот
Рођен је 20. октобра 1907. године, на територији тадашње Аустроугарске – у Лоштицама код Мохељница (данашњи Оломоуцки крај у Чешкој). Имао је четири брата. Прво је похађао народну школу, а потом и грађанску школу. Породица се 1921. и 1922. одрекла римокатоличке вере и 1924. придружила се новонасталој аутономној православној цркви под вођством епископа светог Горазда.
Ради изучавања богословских наука дошао је 1923. године у тадашњу Краљевину Срба, Хрвата и Словенаца, а поводом обнове Православља у Чехословачкој. Отпочео је школовање у Сремским Карловцима, да би га касније наставио и завршио 1928. године у Богословији у Битољу . 
Потом се вратио кући и почео да ради у цркви и као преводилац у Батиним фабрикама обуће у Злину.
6. јула 1931. оженио се Леополдином рођ. Пестлова (Десанка) и исте године добили су сина Далибора званог Станко.
Негде између 1932. и 1933. године одлази поново у Краљевину Југославију. 11. марта 1933. године од бачког епископа рукоположен је у чин ђакона и дан касније у свештеника. После хиротоније почео је да ради као помоћни свештеник у парохији у Старој Моравици која припада Горњокарловачкој епархији. Потом постаје парох у Личкој Јесеници у цркви Св. пророк Илија. Године 1935. придружила му се и његова породица. За кратко време родио му се син Бранко. Као свештеник стекао је велику популарност, а био је и музички надарен, свирајући виолину.
По почетку Другог светског рата у Краљевини Југославији, отац Станислав Насадил постао је, као и многи православни, жртва усташког прогона. 
Усташе су 23. маја 1941. упале у резиденцију епископа горњекарловачког у селу Плашки. Епископ Сава и присутно свештенство, међу којима и отац Станислав, означени су као непожељни и позвани су да напусте земљу под претњом смрћу. Присутни су одлучили да остану са својим верницима.
17. јуна 1941. године ухапшени су владика Сава, отац Станислав и остало свештенство и мирјани. Отац Станислав је одбио да се брани чехословачким држављанством и опростио се од породице. На железничкој станици успео је да испише име логора Госпић на комад папира и баци га из воза. Тако је породица сазнала где га превозе. Касније је са владиком Савом и другима пребачен у логор Јадовно. Овде су затвореници били мучени и на крају убијени. Станислав Насадил је након свирепог мучења убијен 28. јуна 1941. године баченим у Шаранску јаму, која се налази око километар од логора.
Српска православна црква прибројала га је лику светих 1961. године и литургијски га прославља заједно са свештеномучеником Савом Горњокарловачким и са њим пострадалим свештеномученицима 4. јула по јулијанском, односно 17. јула по григоријанском календару .
Свети Архијерејски Синод Православне Цркве Чешких земаља и Словачке, на свом заседању 29. јануара 2019. године, донео је одлуку да православног свештеника чешког порекла – оца Станислава Насадила, који је мучен и пострадао током јуна 1941. године, у усташком логору у Госпићу, унесе у диптих светих своје помесне Цркве. 